# 마이크 포카로
마이크 포카로(Mike Porcaro, 1955년 5월 29일 ~ 2015년 3월 15일)는 미국의 음악가이다. 제프 포카로의 동생이자 스티브 포카로의 형으로, 1976년부터 2007년까지 토토의 베이시스트로 활동하였다. 루 게릭 병으로 인해 2007년부터 활동을 중단하였으며, 2015년 3월 15일 세상을 떠났다.